# Associação Brasileira de Divulgação Científica
A Associação Brasileira de Divulgação Científica (ABRADIC) é uma organização não governamental que tem como objetivo principal a democratização da ciência através da publicação periódica de artigos noticiosos. Foi fundada em 2001 pelo biólogo Crodowaldo Pavan e pela professora Glória Kreinz, além do resto da equipe do Núcleo José Reis, sob o leque organizacional da Universidade de São Paulo. À época, o próprio Pavan era presidente da entidade, enquanto José Reis, principal divulgador brasileiro, foi escolhido como presidente de honra.
A entidade faz parte da comissão julgadora do Prêmio José Reis de Divulgação Científica, organizado pelo CNPq, no qual sua função principal é nominar um dos jurados que analisará os trabalhos de cada edição.
O prêmio da Fundação de Amparo à Pesquisa do Estado do Amazeonas (Fapeam) de Jornalismo Científico também tem como membro da comissão a Abradic.
Em 2002, a Abradic foi responsável pelo 1º Congresso Internacional de Divulgação Científica, realizado no campus Butantã da USP, durante o qual falaram, entre outros, a cientista Mayana Zatz e o jornalista espanhol Manuel Calvo Hernando.